# Martin Bulmer
Martin Bulmer (* 1943) ist ein britischer Soziologe. Er verfasste eines der Standardwerke zur Geschichte der Chicagoer Schule der Soziologie und ist Herausgeber der internationalen Fachzeitschrift Ethnic and Racial Studies.
Bulmer war nach langjähriger Tätigkeit an der London School of Economics and Political Science Professor für Soziologie an der Universität Southampton und Gastprofessor an der Universität von Chicago. Seit 1995 lehrt er an der Universität Surrey.